# Projetor de diapositivos

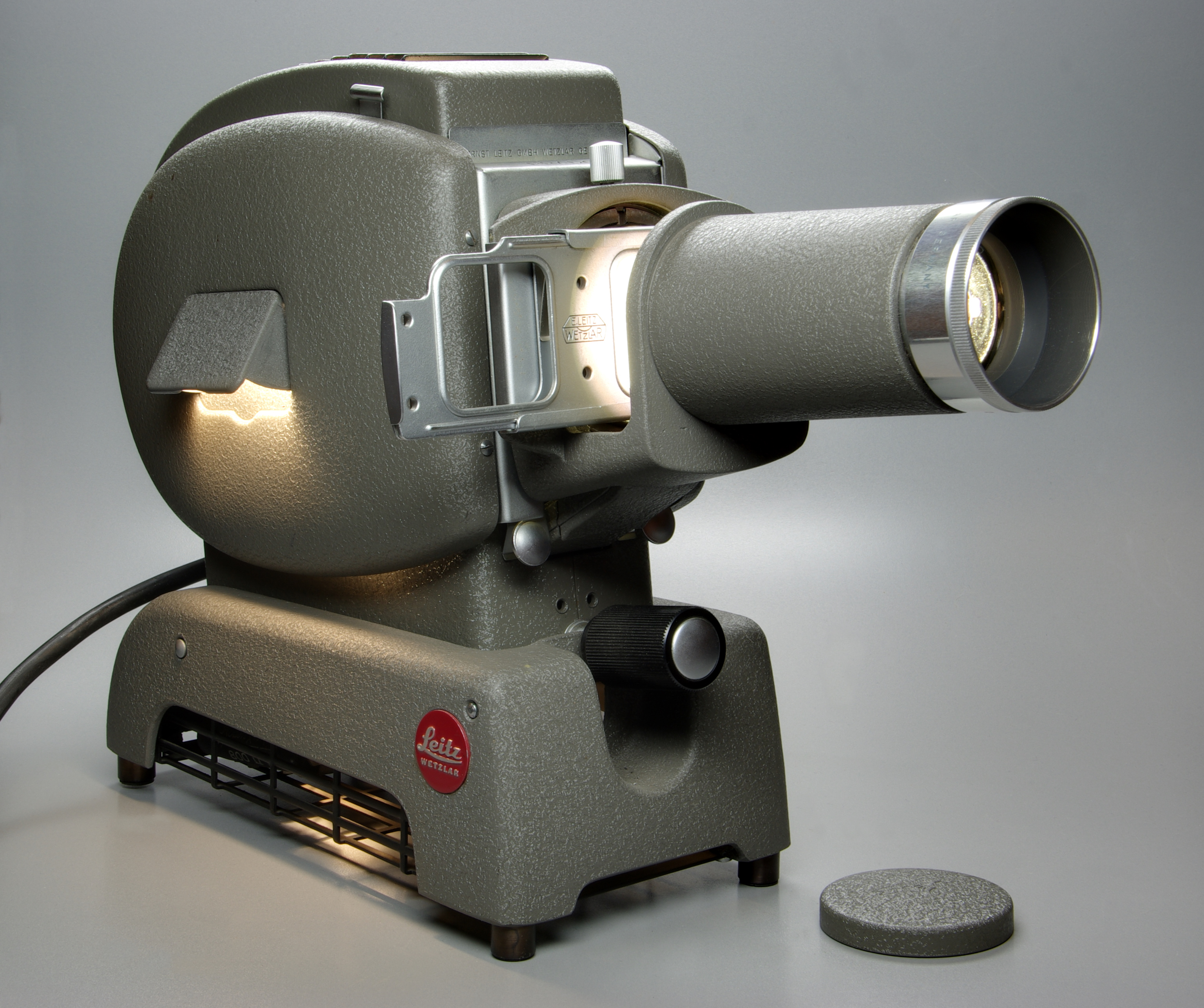
Antigo projetor de slides.

Um projetor de diapositivos é um aparelho óptico-mecânico utilizado para projetar fotos em transparência no formato 35 mm, emolduradas chamadas de slides ou diapositivos em uma tela ou parede. O equipamento utiliza uma fonte de luz que atravessa o slide e um conjunto de lentes (que ampliam sua imagem) para projetar a imagem na tela.